# Mosè del Brolo
Mosè da Bergamo (o del Brolo, dal nome di una località occidentale di Bergamo (in latino Moyses Bergomas); fl. XII secolo) è stato un poeta e traduttore italiano.

## Biografia
Mosè da Bergamo visse nella prima metà del XII secolo; le date precise di nascita e di morte sono però ignote.  Nacque da una famiglia aristocratica, ne è prova il fatto che al fratello Pietro fu assegnata la carica di prevosto della cattedrale di Sant’Alessandro e a tale ufficio erano elette solo le persone dei casati più nobili. Inoltre, come attesta la lettera al fratello, Mosè intratteneva relazioni con famiglie e persone particolarmente influenti, come ad esempio il vescovo Ambrogio de Mozzi.
Notevole era la sua cultura; inoltre, fu un grande bibliofilo e compratore di volumi, anche greci, molti dei quali vennero però distrutti nell’incendio di un quartiere veneziano di Costantinopoli.
Dopo la prima crociata, quando i rapporti con l’Oriente ripresero, si recò a Costantinopoli. Se il motivo del viaggio è ignoto, il luogo di partenza è invece conosciuto: si tratta di Venezia, come confermano i rapporti con alcuni famosi veneziani come Domenico Bassadello e l’abate di San Nicolò del Lido. Quale ufficio avesse poi ottenuto a corte non è certo, probabilmente non si trattava di incarichi di natura politica dal momento che appare più incline alla pace e agli studi; più probabilmente fu segretario dell’imperatore.
L’affetto verso ai suoi cari venne mantenuto attraverso una frequente corrispondenza; al fratello Pietro scrive ad esempio che vorrebbe rientrare in patria ma gli incarichi imperiali rendono difficile la partenza.
Mosè era deciso a fare ritorno a casa a Pasqua del 1130, ma inaspettatamente nel 1129 l’imperatore Giovanni II Comneno lo volle accanto durante una spedizione militare, identificata con la seconda campagna dell’imperatore contro gli ungheresi in rivolta, e perciò fu costretto a rimandare lo spostamento.
Sappiamo che anche successivamente si trovava a Costantinopoli; nello specifico nell’aprile 1136 quando sorse una disputa teologica tra un occidentale, Anselmo di Havelberg, e un orientale, Niceta di Nicomedia, su alcune questioni dogmatiche e disciplinari che separavano la chiesa greca dalla latina. Nella relazione fatta da Anselmo per papa Eugenio III, Dialogorum libri tres o Antikeimenon, si legge, accanto ad altri due nomi (Giacomo da Venezia e Burgundio da Pisa) il nome di Mosè da Bergamo, scelto come interprete, di comune accordo, dalle due parti in disputa in qualità della sua onestà, dottrina e ottima conoscenza sia del latino che del greco.
Da recenti scoperte è emerso che fosse attivo a Costantinopoli nel 1146 quando tradusse la lettera dell’imperatore Manuele I Comneno per papa Eugenio III.
Cremaschi, inoltre, congettura che Mosè fosse ancora autorevole e vivo intorno alla metà del secolo, riconoscendolo, anche se citato solo per nome, in una lettera di Gerhoh di Reichersberg, nel 1156, come accompagnamento alla sua opera De quaestionibus Graecorum et Latinorum.

## Le opere

### Liber pergaminus
Poemetto incompiuto composto da 372 esametri caudati, di genere laudativo della città di Bergamo e delle origini del Comune. La più antica testimonianza di questo testo la si deve a Pinamonte da Brembate, che ne cita una parte in vita sancte Grate (1230-1240): egregius ille versificator Moyses qui Pergaminum composuit de ea tractans ipsam reginam appellare non formidavit.
Il poemetto si presenta come distinto in tre parti di circa 150 versi l’una. Nella prima il poeta descrive i loca exteriora, cioè la fondazione di Bergamo e la descrizione del panorama circostante alla città. Nella seconda i loca interiora, cioè la descrizione della città, le rare lotte e i cittadini; celebrare Bergamo significava trattare delle lontane origini della patria, compito non facile per la mancanza di fonti, come Mosè stesso lamenta (vv. 151-156): un tempo c’erano state solo guerre, tutti combattevano e nessuno si curava di celebrare poeticamente le gesta dei cittadini bergamaschi. È perciò compito dei posteri il difficile impegno (incommoda) di raccogliere la tradizione orale, rielaborarla e diffonderla per iscritto. Nella terza parte si tratta della spedizione di Brenno contro Roma e la vittoria di Roma che invia a Bergamo Fabio come luogotenente. Successivamente, Mosè inizia a occuparsi delle tradizioni patrie ma si interrompe bruscamente. L’interruzione netta e il fatto che l’ultima sezione non è composta da 150 versi come le due precedenti ma solo da 72, spingono a pensare che il testo che conosciamo derivi da un esemplare incompleto o che l’autore lo abbia lasciato incompiuto.
Guglielmo Gorni definisce il Liber Pergaminus come un libro senza fortuna, compromesso dalla sua incompiutezza e ignorato per secoli perfino in ambito locale; risulta infatti quasi del tutto ignoto prima dell’editio princeps del 1596 di Mario Mozzi, la quale presenta molte interpolazioni volte a farlo risultare composto nel 707 da Mosè Mozzi, suo lontano parente. Il manoscritto da cui questa edizione Cinquecentesca è stata ricavata non è quello giunto fino a noi: lo prova il v.65, che è ritenuto autentico e che, omesso nel codice odierno, è presente nell’edizione di Mozzi. Il Liber ricadde subito dopo di nuovo nell’oblio e venne recuperato solo nel corso del Settecento. La seconda edizione è infatti stampata a Milano da Ludovico Antionio Muratori nel 1724, che denunciò la falsificazione mozziana e ne smentì anche la datazione, proponendo a sostegno della datazione al XII secolo prove stilistiche, come l’uso troppo precoce di esametri caudati o prove storiche, ad esempio la descrizione di una Bergamo in situazione di pace che non si concilia con lo stato di belligeranza del VIII secolo. Sulla base di alcuni dati interni fissò la composizione circa nel 1120, data congruente sia con dati che circostanze storiche. Mario Lupi accetta le conclusioni di Muratori, proponendo solo una rettifica, cioè lo spostamento della data a prima del 1112, anno dell’elezione di Ambrogio come vescovo, dal momento che nel testo non si accenna in alcun modo alla dignità episcopale del personaggio.  La tesi di Lupi venne contestata da Carlo Capasso: per lui Ambrogio appare nel Pergaminus come uomo non più di poca età, quindi posticipò la datazione tra il 1115 e il 1130, convalidando la tesi muratoriana. Charles Homer Haskins e Giovanni Cremaschi accettano la cronologia muratoriana. Attenzione al componimento dedicò Giovanni Pesenti, con un’edizione del testo nel 1913.
Per quanto riguarda la tradizione manoscritta, il testo incompiuto del Liber Pergaminus è conservato nel manoscritto Σ.IV.31 della Biblioteca Civica Angelo Mai di Bergamo, di incerta provenienza. Il testo è una copia del Quattrocento fittamente chiosata.

### Moysi Expositio in graecas dictiones quae inveniuntur in prologis sancti Hieronymi
L’opera consiste in un’esegesi di parole greche tratte dalle prefazioni di San Girolamo alla Bibbia. Come risulta dal prologo, venne composta molto tempo dopo le richieste fatte da un certo Pagano, chierico britannico, come spiegazione dei termini Homerocentones e Virgiliocentones trovati nelle lettere 47 e 53 di San Girolamo a Paolino di Nola.
Non si limita però a esaminare e spiegare solo queste due parole. Partendo dalla richiesta di Pagano, amplia perciò la sua trattazione in 39 capitoli dove traduce e spiega i termini greci ritenuti ardui da comprendere. Notò infatti che spesso Girolamo, nei suoi testi, introduceva vocaboli greci, senza darne spiegazione, e questi risultavano ormai difficili da comprendere ai lettori occidentali dell’epoca di Mosè.
Non si conosce la data certa di composizione, ma sicuramente fu scritta dopo il trasferimento a Costantinopoli, quando la sua conoscenza del greco era progredita.
L’Expositio è edita per la prima volta da Jean-Baptiste-François Pitra nel 1888, la seconda edizione si deve a Fridolf Gustafsson nel 1897, e la terza, nel 1945, è opera di Giovanni Cremaschi.
Il trattatello è contenuto nei seguenti manoscritti:
Berlin, Staatsbibliothek zu Berlin - Preußischer Kulturbesitz, Diez. C 2° 63
Graz, Universitätsbibliothek 345 (41/44 Folio)
Graz, Universitätsbibliothek 1265 (42/100 Quarto)
München, Bayerische Staatsbibliothek, Clm 2551 (Ald. 21)
München, Bayerische Staatsbibliothek, Clm 3604
Paris, Bibliothèque Nationale de France, lat. 2590
Paris, Bibliothèque Nationale de France, lat. 15732
Trento, Biblioteca Comunale W 3224
Wien, Österreichische Nationalbibliothek, Ser. Nova 3597
Wolfenbüttel, Herzog August Bibliothek, Helmst. 22 (25).

### Opere di traduzione

#### Exceptio compendiosa de divinitus inspirata Scriptura
Traduzione di un’antologia biblica scritta in greco sulla santissima Trinità, con particolare approfondimento sulle figure del Figlio e dello Spirito Santo in sé stesse e nel rapporto col Padre, ma trattante anche i principali avvenimenti della vita di Maria e di Cristo dall’incarnazione all’Ascensione, la Pentecoste e il Giudizio universale. Contiene 674 citazioni e commenti di queste ricavati oltre che da testimonianze attinte dal Vecchio e Nuovo Testamento anche da alcuni massimi dotti greci come, ad esempio, Gregorio Nazianzeno e Giovanni Cristostomo. L’attribuzione a Mosè è confermata dalla nota presente in fondo al prologo Moysis pergameni prologus.
Mosè si rivela molto fedele all’originale greco nella traduzione dei versetti biblici e più libero invece nei commenti interpretativi.
Nel prologo, dallo stile personale e schietto, si narra come il traduttore, cioè Mosè stesso, mentre stava sfogliando un libro in lingua greca, trovò questo libellus in appendice. Letto il titolo fu preso da un forte desiderio e lasciata ogni altra ricerca si immerse nella lettura dell’operetta. La trovò bella e utile per gli altri, così decise di tradurla: tenersi per sé quel prezioso tesoro sarebbe stato colpa di invidia o di inerzia, dal momento che lui aveva imparato a tradurre per trasmettere in occidente opere non ancora conosciute.
L’operetta è stata scoperta da Haskins nel codice Nîmes Bibliothèque Carré d'Art 52 (13748) del XIII secolo.
Recentemente è stato rinvenuto e segnalato da François Dobleau un altro manoscritto del XII secolo contenente questa opera nella Biblioteca Universitaria Estense di Modena Campori, App. 51 (γ.R.6.28).

#### De Sanctis Apostolis
Traduzione realizzata a Costantinopoli dell’opera greca di Epifanio di Cipro. Si tratta di una lista di apostoli e discepoli di Cristo in cui viene specificato dove predicarono, come e dove morirono e dove giacciono i loro corpi.
Il testo è edito da François Dolbeau, secondo il quale Mosè si rivela molto fedele, nella traduzione, al proprio modello greco.
Il manoscritto che la contiene è databile a fine XIII secolo, ed è conservato nel codice Nîmes, Bibliothèque Carré d'Art 52 (13748).

### Lettere

#### Epistola ex Datia
La lettera appare come una risposta alla domanda su come si debba accentare nei casi obliqui la penultima sillaba del nome χαρακτήρ. Prima di fornire una risposta però spiega il significato e l’origine del sostantivo, come nell'Expositio.
L’inizio recita Item ad Alexandrum prepositum ex Datia. Il testo è piuttosto corrotto, perciò si sospetta una confusione del copista tra il nome della cattedrale di Sant’Alessandro, di cui il fratello Pietro era prevosto, con il nome proprio di Alessandro qui dedicatario della lettera. La lettera è spedita dalla Dacia perché Mosè si trovava in quel luogo con l’imperatore Giovanni II Comneno nel 1128 nella campagna danubiana contro gli ungheresi in rivolta capeggiati da Stefano II Arpad.

#### Epistola ad dominum Petrum praepositum Sancti Alexandri
Lettera indirizzata al fratello Pietro, prevosto della cattedrale di Sant’Alessandro dal 1125 al 1136, come riportano i documenti. Contiene i saluti per il vescovo Ambrogio de Mozzi eletto nel 1111 e morto nel 1133. Nella lettera Mosè scrive di essere stato costretto a differire la visita al fratello pianificata per Pasqua a causa della partenza con Giovanni II Comneno e aggiunge che durante il ritorno morì il nipote Andrea a Salonicco. L’indicazione precisa della morte del nipote e dell’incendio del quartiere veneziano di Costantinopoli forniscono informazioni utili per datarla nel 1130.
Inoltre, nelle ultime righe della lettera si evince che è in rapporti di amicizia con alcune personalità veneziane come il giudice Domenico Bassedello e l’abate di San Nicolò del Lido.
Lo stile è semplice e svelto più che negli altri scritti, il tono è familiare, di grande confidenza. Le parole e lo spirito della lettera mostrano l’amore di Mosè per il fratello. Per il carattere estremamente confidenziale, la lettera non poteva avere pretese letterarie né per chi la scriveva né per chi la riceveva.
La lettera è autografa, scritta in modo elegante su pergamena con inchiostro marrone.
È conservata attualmente a Bergamo nell’Archivio Capitolare presso la Curia Vescovile con la segnatura Perg. N. 3698.

### Glossae Veteris et Novi Testamenti
Glosse relative al Vecchio e Nuovo Testamento, il testo è ancora inedito.
Opera contenuta nei seguenti manoscritti:
Graz, Universitätsbibliothek 345 (41/44 Folio)
Heiligenkreuz, Bibliothek des Zisterzienserstifts 57
München, Bayerische Staatsbibliothek, Clm 6805
Todi, Biblioteca Comunale «Lorenzo Leonii» 81 (cat. 2008: 33)
Vorau, Stiftsbibliothek 11 (LXI)
Wolfenbüttel, Herzog August Bibliothek, Helmst. 22 (25).

### Ulteriori opere di traduzione
Nel 1986 sono state rinvenute altre due opere di traduzione dal greco attribuite dalla critica a Mosè.
La prima è una traduzione, collocata dopo il testo originale, redatta a Costantinopoli di due lettere inviate dagli imperatori bizantini Giovanni II e Manuele I Comneno rispettivamente ai papi Innocenzo II (1139) ed Eugenio III (1146) conservate presso l’Archivio Segreto Vaticano. Queste missive sono scritte con inchiostro dorato su lunghi rotoli di pergamena purpurea e corredate da una preziosa decorazione miniata nei margini. Filippo Maria Pontani ha ravvisato numerosi elementi di somiglianza paleografica tra queste due lettere e l’Epistola ad dominum Petrum praepositum sancti Alexandri ritenuta sicuramente autografa, attribuendo di conseguenza a Mosè la scrittura materiale anche di queste due traduzioni.
L’altro testo in questione sono le traduzioni latine interlineari di tre opere greche contenute nel codice della Biblioteca Nazionale di Francia Suppl.gr. 388, cioè di Dionigi il Periegeta, Pseudo-Focilide e Teognide. Il loro artefice, un Latino con buona conoscenza del greco che interviene a più riprese sul testo originale, correggendolo e colmando alcune lacune “ope codicum”, è stato riconosciuto essere Mosè. La prova certa di tale identificazione è dovuta alla analisi paleografica; infatti, queste versioni interlineari sono state confrontate con la lettera autografa al fratello Pietro. Molte somiglianze grafiche e fattori ornamentali permettono di identificare le due opere come vergate dalla stessa mano.